# Systematische elementnaam
Een systematische elementnaam wordt door het IUPAC gebruikt voor recent gesynthetiseerde elementen, waaraan nog geen naam is toegekend, en voor hypothetische elementen die nog niet gesynthetiseerd zijn. Zowel de naam als het symbool zijn afgeleid van de Latijnse of Griekse telwoorden voor het atoomgetal.
De IUPAC geeft aan de transurane elementen een permanente naam met bijbehorend symbool als de synthese van het element is bevestigd. In sommige gevallen is dit een langdurig proces, ook al doordat de keuze voor een naam soms politieke discussies met zich meebrengt. Om dergelijke elementen toch ondubbelzinnig te kunnen aanduiden, zijn door het IUPAC regels ontwikkeld voor een systematische naamgeving, die ook gebruikt kan worden voor nog niet gesynthetiseerde elementen. Alle elementen tot en met atoomnummer 118 (oganesson) hebben inmiddels een permanente naam en symbool gekregen, zodat de systematische namen alleen nog worden gebruikt voor de elementen met atoomnummer 119 (ununennium) en hoger.
Doordat alle andere elementen een symbool van een of twee letters hebben, zijn de elementen met een systematische naam te herkennen aan hun drieletterig symbool. Ongeacht hoe veel elementen er nog gesynthetiseerd worden, er zijn altijd een systematische elementnaam en een symbool beschikbaar. Dat is niet het geval met de traditionele symbolen, met een of twee letters zijn er hooguit 702 symbolen beschikbaar - maar het is niet waarschijnlijk dat men ooit tegen deze beperking aan zal lopen.

## IUPAC-regels
| Cijfer | Stam | Symbool |
| ------ | ---- | ------- |
| 0      | nil  | n       |
| 1      | un   | u       |
| 2      | bi   | b       |
| 3      | tri  | t       |
| 4      | quad | q       |
| 5      | pent | p       |
| 6      | hex  | h       |
| 7      | sept | s       |
| 8      | oct  | o       |
| 9      | enn  | e       |

De tijdelijke namen zijn afgeleid van het atoomnummer. Elk cijfer van het atoomnummer wordt vertaald naar een stam uit de tabel hiernaast, die weer afgeleid is van het Latijn of Grieks (zodat twee cijfers geen stam met dezelfde beginletter krijgen). De stammen worden aan elkaar geplakt en het gebruikelijke achtervoegsel -ium wordt toegevoegd. Die uitgang wordt ook gebruikt voor de halogenen en edelgassen, hoewel deze normaal op eindigen -ine en -on. Soms kan daardoor een merkwaardige combinatie ontstaan, en daarom zijn er nog enkele regels die toegepast moeten worden.
- Als bi (2) of tri (3) direct wordt gevolgd door ium (bij 2 of 3 als laatste cijfer), vervalt de tweede i:
  - Voorbeeld -bium of -trium: ununtrium (Uut), niet -biium or -triium.
- Als enn wordt gevolgd door nil, vervalt de derde n:
  - Voorbeeld: -ennil, niet -ennnil.
- Als enn volgt op bi of tri, ontstaat in het Nederlands een klinkerbotsting, en moet men een trema schrijven:
  - Voorbeeld: -biënn, niet -bienn.

Het symbool voor de atomen met deze tijdelijke systematische aanduiding wordt gevormd door de eerste letter van elke stam te nemen. Zoals gebruikelijk is de eerste letter van het symbool een hoofdletter, net als de chemische symbolen van andere elementen. 

### Voorbeelden
| Atoomnummer           | Opbouw van systematische naam | Naam en symbool   |
| --------------------- | ----------------------------- | ----------------- |
| Element 122           | un + bi + b(i) + ium          | unbibium (Ubb)    |
| Element 129           | un + bi + enn + ium           | unbiënnium (Ube)  |
| Element 168 (Edelgas) | un + hex + oct + ium          | unhexoctium (Uho) |
| Element 190           | un + en(n) + nil + ium        | unennilium (Uen)  |

Opmerking: Deze voorbeelden zijn alle hypothetische elementen, die nog niet gesynthetiseerd zijn.